# 信号 (信息论)
在通讯系统、信号处理或者电子工程等技术领域中，信号是“传递有关一些现象的行为或属性的信息的函数。”  在现实世界中，任何随时间或者空间变化的量（如影像）都是潜在的信号，它们可能会提供一个物理系统的状态信息，或在不同观察者之间传达消息等。《IEEE信号处理汇刊》阐述“信号”一词如下：
术语“信号”包括音频、视频、语音、图像、通信、地球物理、声纳、雷达、医疗和音乐信号等。
信号的其他例子如传递温度信息的热电偶输出，传递酸度信息的pH计输出。  一般来说，信号通常由传感器提供，而且通常用换能器将能量从原始形式转换为其他形式。例如，麦克风的声学信号转换为电压波形，而一个扬声器做相反的事情。

## 定义
在信息论中，信号是一种信息流。我们感兴趣的大部分信号都可表述为时间或位置的函数。任何携带信息的物理量皆可以作为信号。信号本身所携带的信息是我们的目的，从中提取有需要有用的信号，抑制干扰部分是信号处理的目标。

### 连续与离散
按照信号时间向量的不同，可以分为：连续时间信号（Continuous-Time）和离散时间信号（Discrete-Time）。连续信号是时间的连续函数，而离散信号是时间的离散函数。

### 模拟与数字
所有维度上均连续的信号是模拟信号，所有维度上均离散的信号则是数字信号。数字信号是通过对模拟信号时间、幅度维度上离散化产生的。

## 一些訊號的例子
- 运动
- 声音
- 影像
- 畫面

## 频率分析
见频域。
无论对于连续信号还是离散信号，分析信号的频谱都是一种非常有效的方法。例如一个信号通过线性时不变系统，则系统输出频谱即为信号频谱与系统频率响应之积。

## 熵
信号的另一重要特性便是熵。

## 相关主题
- 雜訊
- 訊號雜訊比
- 訊号处理
  - 数字信号处理
- 影像处理
  - 數位影像處理